# خوسيه جوتشيون
خوسيه جوتشيون (7 فبراير 1952 - 26 فبراير 2021) سياسي وطبيب أرجنتيني.

## السيرة الشخصية
كان نائبا من 2011 إلى 2015. توفي بسبب كوفيد 19 خلال الجائحة التي اجتاحت في الأرجنتين، بعد تسعة عشر يومًا من عيد ميلاده التاسع والستين.